# 포르피리온
포르피리온은 지구에서 75억 광년 떨어진 거리에 위치한 거대전파은하로, 현재까지 발견 된 은하 중 가장 큰 전파 은하이다.

## 직경
포르피리온의 직경은 대략 2,300만 광년 정도로 추정되며, 이는 이전 최고 기록인 알키오네우스 은하를 아득히 초월하는 크기이다.

## 명명
포르피리온이란 이름은 알키오네우스처럼 그리스 신화 속 거인의 이름을 따 지어진 이름이다.